# Kurt Westergaard
Kurt Westergaard (13. srpnja 1935.) je danski karikaturist koji je napravio kontroverzni strip proroka Muhameda koji nosi bombu u obliku turbana. Ta je karikatura bila najspornija od njih 12 koje su postale poznate kao: Karikature proroka Muhameda u novinama Jyllands-Posten i koje su dočekane s jakim te ponekad nasilnim reakcijama muslimana diljem svijeta.